# Колоріна (телесеріал)
«Колоріна» (ісп. Colorina) — мексиканська теленовела з елементами кримінальної драми виробництва телекомпанії Televisa. Прем'єра відбулася на каналі Las Estrellas 4 березня 1980 — 12 лютого 1981 року.

## Сюжет
Вродлива Фернанда Редес працює в кабаре, де виступає під псевдонімом Колоріна і яскравими вокально-тануювальними номерами зваблює чоловіків. На неї звертає увагу багач Густаво Адодьфо Альмасан, чия дружина Альба має серйозні проблеми зі здоров'ям і прикута до ліжка. Його мати, донья Ана Марія, радить синові розлучитися з Альбою, але він відмовляється. Врешті, Альба сама пропонує чоловікові, не розлучаючись з нею, знайти жінку, яка народить йому спадкоємця. Густаво Адодьфо вступає у зв'язок з Колоріною, яка скоро народжує сина і віддає його родині Альмасан, отримавши натомість велику суму грошей. Та скоро вона розкаюється у своєму вчинку і намагається повернути малюка. Після безрезультатних спроб домовитися з доньєю Аною Марією і повернути гроші, Колоріна наважується викрасти сина. Щоб збити поліцію зі сліду, вона забирає з собою ще двох малюків, покинутих однією з танцівниць у кабаре, і втікає з міста.
Через багато років заможна сеньйора Фернанда Альварес приїжджає до міста щоб представити колекцію одягу, розроблену її модним ательє. Випадково вона знайомиться з багатим удівцем Густаво Адодьфо Альмасаном. Той, зачарований новою знайомою, не підозрює, що перед ним та сама Колоріна, а один з її трьох синів насправді і його син.

## У ролях
- Лусія Мендес — Фернанда Редес Паредес / Колоріна
- Енріке Альварес Фелікс — Густаво Адольфо Альмасан де ла Вега
- Марія Тереса Рівас — донья Ана Марія де Альмасан
- Хулісса — Ріта
- Хосе Алонсо — Іван
- Марія Рубіо — Амі
- Армандо Кальво — Гільєрмо Альмасан
- Фернандо Ларраньяга — доктор Ульйоа
- Марія Сорте — Мірта
- Луїс Баярдо — Полідоро
- Ектор Ортега — Торібіо
- Ліліана Абуд — Альба де Альмасан
- Елізабет Дупейрон — Марсія
- Гільєрмо Капетільйо — Хосе Мігель Редес
- Хуан Антоніо Едвардс — Армандо Редес
- Хосе Еліас Морено-молодший — Данило
- Роксана Сауседо — Марія
- Сальвадор Пінеда — Енріке
- Альберто Інсуа — Матіас
- Ельза Карденас — Адела
- Юрі — Італія (Іта) Феррарі
- Альба Нідія Діас — Ліза
- Крістіан Бах — Пеггі
- Еухеніо Кобо — Герман Бургос, ліценціат
- Роберто Бальєстерос — Хуліан Сальдівар
- Патрисія Ансіра — Лупе
- Мірра Сааведра — служниця родини Альмасан
- Марина Дорель — Крістіна
- Хуан Луїс Гальярдо — Анібаль Гальярдо Рінкон
- Алехандро Томмасі — Доменіко
- Беатріс Агірре — Ірис
- Енріке Берраса — Еміліо
- Альфредо Гарсія Маркес — Домінго
- Федеріко Фалькон — Норберто Педрес
- Енріке Ідальго — доктор Мар
- Марічу Лабра — Тереса
- Марта Резнікофф — модистка

## Інші версії
- 1977 — Колоріна (ісп. La Colorina), чилійська теленовела виробництва компанії Televisión Nacional de Chile за оригінальним сюжетом Артуро Мойя Грау. У головних ролях Ліліана Росс, Віолетта Відаурре та Патрисіо Ачурра.
- 1993 — Пристрасна (ісп. Apasionada), мексикансько-аргентинська теленовела спільного виробництва Televisa і Canal 13. У головних ролях Сусу Пекораро і Даріо Грандінетті.
- 2001 — Пристрасті за Саломеєю (ісп. Salomé), мексиканська теленовела виробництва Televisa. У головних ролях Едіт Гонсалес і Гай Еккер.
- 2017 — Колоріна (ісп. Colorina), перуанська теленовела виробництва каналу América Televisión. У головних ролях Магдьєль Угас і Давид Вільянуева.